# Károly Fatér
Károly Fatér, född den 9 april 1940 i Nyírlak, död den 19 september 2020 i Budapest, var en ungersk fotbollsspelare.
Fatér blev olympisk guldmedaljör i fotboll vid sommarspelen 1968 i Mexico City.